# Barbara Distel
Barbara Distel (* Juli 1943) ist eine deutsche Kuratorin und Publizistin. Von 1975 bis Juli 2008 war sie Leiterin der KZ-Gedenkstätte Dachau.

## Leben
Distel studierte zunächst an der Ludwig-Maximilians-Universität München Bibliothekswissenschaften. Noch während ihrer Ausbildung an der Hochschule wirkte sie zwischen 1964 und 1967 maßgeblich am Aufbau der KZ-Gedenkstätte Dachau, insbesondere des Archivs und der Bibliothek, mit. Nach einem zweijährigen Aufenthalt in den Vereinigten Staaten übernahm sie 1975 von Ruth Jakusch die Leitung der KZ-Gedenkstätte Dachau. In dieser Funktion entwickelte sie die Gedenkstätte zu einem Ort geistiger Auseinandersetzung und trug nachhaltig zur wissenschaftlichen Aufarbeitung des Repressionsapparates der Nationalsozialisten bei.
Von 1985 bis 2009 gab sie zusammen mit Wolfgang Benz die jährlich erscheinenden Dachauer Hefte – Studien und Dokumentation zur Geschichte der nationalsozialistischen Konzentrationslager heraus.
Distel ist Mitglied im internationalen Beirat (International Advisory Board) des Simon Wiesenthal Center, im Beirat der Stiftung Topographie des Terrors und des Hauses der Wannseekonferenz in Berlin.

## Auszeichnungen
- 1992: Geschwister-Scholl-Preis
- 2000: Ehrendoktor der TU Berlin
- 2008: Bundesverdienstkreuz (I. Klasse)
- 2009: Goldene Bürgermedaille der Großen Kreisstadt Dachau[2]
- 2013: General-André-Delpech-Preis des Internationalen Dachau-Komitees (CID)[1]
- 2015: Kulturpreis der Bayerischen Landesstiftung

## Schriften (Auswahl)
- Im Schatten der Helden. Kampf und Überleben von Centa Herker-Beimler und Lina Haag. In: Wolfgang Benz (Hrsg.): Frauen. Verfolgung und Widerstand (= Dachauer Hefte. Heft 3). dtv, München 1993, ISBN 3-423-04608-2, S. 21–57 (dtv. 4608; Teil von: Anne-Frank-Shoah-Bibliothek; Red.: Wolfgang Benz und Barbara Distel).
- Frankreich. In: Wolfgang Benz, Barbara Distel (Hrsg.): Arbeitserziehungslager, Durchgangslager, Ghettos, Polizeihaftlager, Sonderlager, Zigeunerlager, Zwangsarbeitslager (= Der Ort des Terrors. Geschichte der nationalsozialistischen Konzentrationslager. Band 9). 1. Auflage. C. H. Beck, 2009, ISBN 978-3-406-57238-8, Abschnitt Regionen, S. 273–291.
- Kriminelle und „Asoziale“ als Häftlingskategorien. In: Wolfgang Benz, Barbara Distel, Angelika Königseder (Hrsg.): Nationalsozialistische Zwangslager. Strukturen und Regionen. Täter und Opfer. Metropol Verlag, Berlin 2011, ISBN 978-3-86331-065-3, Abschnitt Interessen und Kategorien, S. 194–206.